# Heterachthes lateralis
Heterachthes lateralis är en skalbaggsart som beskrevs av Martins 1962. Heterachthes lateralis ingår i släktet Heterachthes och familjen långhorningar.
Artens utbredningsområde är:
- Panama.
- Venezuela.

Inga underarter finns listade i Catalogue of Life.